# 范修芳
范修芳（1959年7月—），男，河南虞城人，中华人民共和国政治人物。曾任鹤壁市市长，中共鹤壁市委书记。

## 生平
1979年2月到1981年3月在郑州建筑工程学校学习。1981年3月参加工作，至1989年在河南省建委、计委工作。1985年6月加入中国共产党。1989年4月到2000年历任河南省土地管理局建设用地处副处长、处长和副局长。2000年5月至2001年6月任河南省国土资源厅副厅长。2001年6月任濮阳市常务副市长。2007年3月任濮阳市政协主席。2010年9月任河南省旅游局局长。2013年4月任鹤壁市市长。 2015年6月至2018年10月，任中共鹤壁市委书记。